# 蘇先卡
50°6′3″N 29°37′47″E / 50.10083°N 29.62972°E
蘇先卡（烏克蘭語：Сущанка）是位於烏克蘭北部日托米爾州裏日托米爾區的村莊，始建於1800年，面積2.84平方公里，海拔高度162米，2001年人口404。